# Helene Stromeyer
Helene Stromeyer (auch: Helene Marie Stromeyer; * 26. August 1834 in Hannover; † 13. März 1924 in Karlsruhe) war eine deutsche Malerin.

## Leben

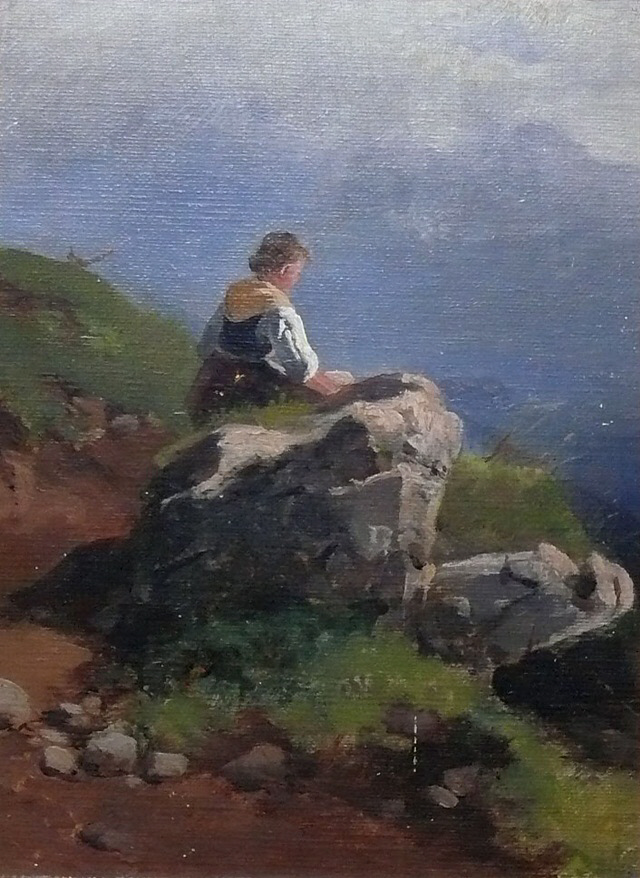
Bauernmädchen bei der Rast, Öl auf Leinwand, ca. 31 × 23,5 cm, zwischen 1865 und 1870

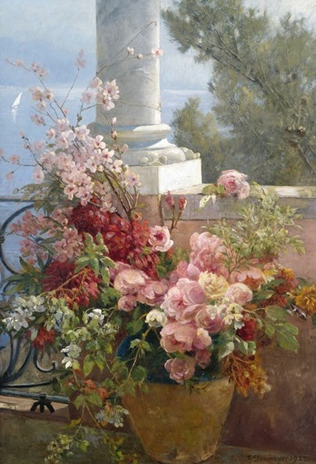
Blumenstillleben auf einer Seeterrasse, 1923

Stromeyer wurde als mittlere von drei Töchtern des wohlhabenden hannoverschen Chirurgen und Hochschullehrers Louis Stromeyer und dessen Frau Luise (geborene Bartels, 1807–1890) geboren. Durch die Erschütterung nach dem Tod ihrer jüngeren Schwester Ottilie 1851 verschrieb sie sich der Malerei. Sie verließ Hannover und nahm in Düsseldorf Privatunterricht bei Rudolf Jordan. Sie konnte sich völlig unbeeinflusst und ohne ökonomische Zwänge ihrer Kunst widmen, da sie durch eine Erbschaft von Seiten ihrer Eltern finanziell unabhängig war. Allerdings stand sie ihrem gesundheitlich angeschlagenen Vater seit 1850 stets zur Seite und begleitete ihn 1866 sogar für vier Wochen auf die Schlachtfelder bei Langensalza zu seinen Einsätzen als Kriegschirurg.
In den frühen 1880er Jahren siedelte sie nach Karlsruhe über, wo sie Unterricht bei Hermann Baisch, Hans Fredrik Gude und Gustav Schönleber nahm. Mit ihren altmeisterlich wirkenden Stillleben und Landschaftsdarstellungen, die sich der Vanitas-Metaphorik bedienten, hatte sie rasch einen guten Ruf. Neben Anna Peters, Jenny Fikentscher, Sophie Ley und Alwine Schroedter gehörte sie zu den bekanntesten Karlsruher Malerinnen.
Ab 1892 unterrichtete sie in der Malerinnenschule Karlsruhe die Klasse für Blumenstillleben. 1893 gehörte sie zu den Gründerinnen des Karlsruher Künstlerinnenvereins.

## Werke
Stromeyer wurde vor allem durch ihre Blumen- und Landschaftsdarstellungen bekannt. Ihre Werke finden sich in den Sammlungen verschiedener Museen in Deutschland. Zahlreiche ihrer Arbeiten wurden auch noch zu Beginn des 21. Jahrhunderts auf Auktionen gehandelt.
1867 erschien bei Schmorl & von Seefeld in Hannover Stromeyers Album von Langensalza mit 6 Fotografien nach Originalzeichnungen der Künstlerin. Das Album wurde in der Deutschen Volkszeitung vom 15. Januar 1867 im Nachgang der Schlacht bei Langensalza besprochen. Der Zeitungstext wurde auszugsweise im Anhang der Schrift des Garnisonpredigers und Feldpredigers Theodor Hoffmann Erinnerungen an Langensalza aus dem Sommer 1866 wiedergegeben.